# Ciyushan
Ciyushan (kinesiska: 茨榆山乡, 茨榆山) är en socken i Kina. Den ligger i provinsen Hebei, i den norra delen av landet, omkring 240 kilometer öster om huvudstaden Peking. Antalet invånare är 17 293. Befolkningen består av 8 201 kvinnor och 9 092 män. Barn under 15 år utgör 15,0 %, vuxna 15-64 år 74 %, och äldre över 65 år 9,0 %.
Genomsnittlig årsnederbörd är 907 millimeter. Den regnigaste månaden är juli, med i genomsnitt 230 mm nederbörd, och den torraste är januari, med 2 mm nederbörd.